# Rock indépendant
Genres dérivés
Rock industriel, noise rock, grunge, punk, math rock, metal alternatif, post-rock, twee pop, new wave
Genres associés
College rock, rock alternatif, punk hardcore, pop rock, shoegazing
Le rock indépendant, souvent abrégé en rock indé ou indie rock, est une classification musicale apparue à la fin des années 1970 au Royaume-Uni comme résultat du bouleversement occasionné par l'émergence du mouvement punk. Le terme s'est rapidement diffusé dans le monde entier pour désigner le rock distribué indépendamment des majors du disque et qui reste opposé aux courants dominants du rock. La classification n'est donc pas purement musicale mais désigne à l'origine des disques (et non des groupes) publiés par de « petits » labels. Nombre de groupes sont ainsi qualifiés (étymologiquement à tort) de « rock indé » alors qu'ils publient leurs albums chez des majors. Par extension cependant la catégorie « indé » est actuellement davantage utilisée pour qualifier un courant relativement étendu, une esthétique de la musique rock, qu'en fonction du statut contractuel des groupes. Une constante des groupes de rock indé est leur allégeance envers les valeurs de l'underground, de la contre-culture et la recherche d'un rock authentique, éloigné des standards commerciaux.
Les expressions « rock indépendant » et « rock alternatif » ont été employées indifféremment jusqu'au début des années 1990, moment où le sens du deuxième s'est considérablement élargi pour finir par englober une part importante de la production musicale rock, le premier conservant son sens originel, plus restreint mais s'ouvrant peu à peu à des mouvances plus expérimentales et, de manière contradictoire, de moins en moins rock. Ainsi, s'il est d'une part habituel de considérer le rock indépendant comme un sous-genre du rock alternatif, d'autre part, avec l'émergence de mouvements apparentés comme le post-rock par exemple, il est également de plus en plus fréquent de le représenter comme une mouvance dépassant la seule sphère musicale du rock pour tendre vers le hip-hop, la musique électronique ou le hardcore par exemple ; on parlera ainsi de plus en plus de « musiques indépendantes ».

## Caractéristiques
Le terme de rock indépendant, qui vient d'« indépendant », décrit les labels discographiques dans lesquels l'attitude do-it-yourself des musiciens et groupes s'implique. Avec des accords de distribution souvent refusés par les majors du disque, ces labels et leurs groupes tentent de garder une certaine autonomie qui leur permet d'explorer de nouveaux sons, émotions et sujets limités pour faire appel un public plus large. L'influence et le style des artistes sont divers et très variés, allant de punk, rock psychédélique, post-punk, à la musique country. Les termes de rock alternatif et de rock indépendant sont interchangeables durant les années 1980, mais après l'émergence de groupes de rock alternatif comme Nirvana au début des années 1990, le rock indé est utilisé pour décrire ces groupes, inspirés par différents styles, sans atteindre le succès commercial.
AllMusic identifie le rock indé comme « une approche musicale variée [non] compatible avec les goûts musicaux de monsieur tout le monde. » Le rock indé utilise une large variété de styles, allant de groupes influencés grunge, de groupes expérimentaux do-it-yourself comme Pavement, aux chanteurs punk-folk tels qu'Ani DiFranco. De nombreux pays ont développé leur propre scène de musique indépendante locale, remplie de groupes assez populaires pour survivre dans leur milieu respectif, mais pas assez connus autre-part.
La scène rock indé possède à son bord de nombreuses artistes féminines, comparée aux autres genres rock ; une tendance qui se développe encore plus avec des groupes de musique Riot grrrl comme Bikini Kill, Bratmobile, 7 Year Bitch, Team Dresch, et Huggy Bear.

## Histoire

### Antécédents
« Le rock naît indépendant ». C'est en effet un label indépendant de Chicago, Chess Records, qui publie en 1951 Rocket 88 d'Ike Turner et les Kings of Rhythm (crédité au saxophoniste-chanteur du groupe, Jackie Brenston), souvent considéré comme le premier disque de rock 'n' roll. Le disque avait été enregistré dans le studio Sun, plus tard propriété de Sun Records, autre petit label indépendant emblématique des débuts du rock, qui publie notamment les cinq premiers disques d'Elvis Presley. Cependant, lorsque le rock commence à rencontrer un grand succès populaire, il se trouve rapidement contrôlé par des grandes compagnies du disque comme Columbia Records aux États-Unis, EMI, Warner, RCA (c'est ce dernier qui rachète d'ailleurs les droits du King à Sun), Atlantic, United Artists, MGM et ABC en Europe.
Dans les années 1960, avec l'avènement du mouvement hippie et le développement de la notion de contre-culture, se dégage l'idée d'une musique marginale, underground (souterraine), réservée aux initiés. Des labels indépendants importants comme Island Records et Virgin Records (qui publie les premiers disques de Gong et  de Mike Oldfield) sont fondés, respectivement en 1962 et 1973.

### Naissance

#### Détonateur punk
L'avènement du mouvement punk provoque un engouement sans précédent : une multitude de groupes suivent la voie ouverte et produisent une musique indépendante des circuits commerciaux habituels et aux sonorités innovantes. Pour ce faire ils ont recours à l'autoproduction (Do-it-yourself, « fait maison ») ou créent des petits labels indépendants afin de diffuser leur musique et celle de leurs proches, avec des moyens et du matériel généralement très sommaires, tout en revendiquant leur sonorité "lo-fi" (en opposition à hi-fi). Des structures comme Rough Trade à Londres, Fast Product à Édimbourg, Factory à Manchester ou New Rose à Paris fédèrent les énergies et se font la vitrine de cette production musicale originale (Aztec Camera, The Raincoats, Young Marble Giants, Charles De Goal) et permet à certains groupes de dépasser le stade de la notoriété locale. Aux États-Unis la tâche est plus ardue en raison de la grande étendue du territoire.

#### Expansion

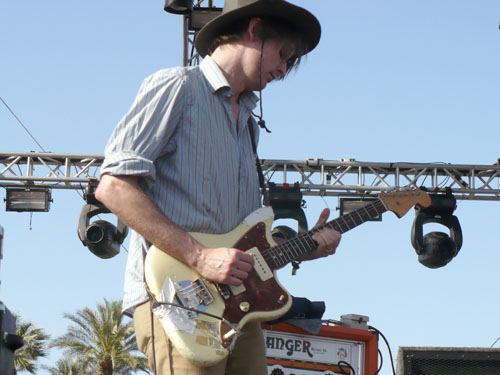
Le chanteur et guitariste Stephen Malkmus du groupe Pavement.

Au cours des années 1980, le qualificatif d'« indépendant » se diffuse pour qualifier des groupes qui produisent des sonorités inédites en intégrant des influences issues de la pop, du rock et du punk, mais aussi pour certains de l'avant-garde, de la musique expérimentale et de la musique électronique alors en pleine explosion. Aux États-Unis, le rôle des radios universitaires américaines est majeur dans l'éclosion de ce mouvement (on parle alors de college rock). Par exemple à Los Angeles, la station commerciale KROQ propose ce type de programmation dès 1978. C'est l'âge d'or du rock indé. Soutenu par des piliers comme Rough Trade, Factory Records, 4AD, Creation ou Mute, de nombreux groupes novateurs d'approche pourtant difficile obtiennent des possibilités de diffusion inédites ; d'autres accèdent même à un haut niveau de notoriété. On peut par exemple citer Diamanda Galás ou Frank Tovey chez Mute, Cocteau Twins chez 4AD, qui devient ainsi fondateur du courant dream pop avant de revenir à un rock plus électrique en lançant les Pixies à la fin de la décennie, The Jesus and Mary Chain, My Bloody Valentine ou encore Oasis chez Creation.
Le mouvement prend une ampleur considérable. Au Royaume-Uni, les ventes de disques indépendants représentent jusqu'à 30 % des ventes. Aux États-Unis le mouvement connaît une grande effervescence grâce au travail de labels comme Voxx, Enigma, Dischord, puis Epitaph et Sub Pop (qui connaîtront tous deux un écho mondial et inattendu au début de la décennie suivante grâce au succès de The Offspring et Nirvana respectivement). La France n'est pas en reste avec la fondation dans l'entourage de New Rose de labels comme Bondage, Closer, Gougnaf Mouvement, Boucherie Productions ou Danceteria ; ce dernier développe d'ailleurs un nouveau réseau de distribution rivalisant avec celui de New Rose. Parmi les groupes les plus influents de la décennie, on peut citer pour le Royaume-Uni, New Order (issu de Joy Division), The Smiths ou encore Stone Roses, qui ont tous démarré sur des labels indépendants pour finalement signer chez des majors. Aux États-Unis, c'est le hardcore qui domine la scène indépendante avec des pointures comme Bad Brains, les Dead Kennedys de Jello Biafra, Hüsker Dü ou Fugazi ; il aura d'ailleurs une influence décisive sur des mouvements ultérieurs comme le grunge, pour n'évoquer que celui qui remportera le plus grand écho médiatique.
Les majors ne laissent pas leur échapper ce marché à fort potentiel. Ils utilisent ou créent en leur sein de petites structures autonomes destinées à promouvoir certains artistes apparentés au mouvement indépendant, et susceptibles de connaître un succès important, leur permettant ainsi de bénéficier de leurs vastes réseaux de diffusion. De bons exemples sont Small chez Sony Music, ou encore Geffen Records, à l'époque filiale de Warner Music Group, qui signe avec Sonic Youth puis Nirvana des contrats avantageux, aussi bien en termes de diffusion qu'en termes de liberté artistique.
La scène française des années 1980 peut être classée en deux grands courants. D'un côté, un rock "dur" inspiré des années 1960, avec des groupes tels que Vietnam Veterans, Flamingos, Froggies, Snipers Kid Pharaon ou Roadrunners, de l'autre, un assortiment de groupes résolument tournés vers le punk, et à l'humeur festive et cynique, comme Lucrate Milk, Bérurier Noir, OTH, Les Garçons Bouchers, Ludwig von 88, Parabellum, Les Satellites et Les Sheriff. D'autres groupes français importants issus de la scène indépendante sont Les Thugs, Mano Negra ou encore les Négresses Vertes.

### Années 1990

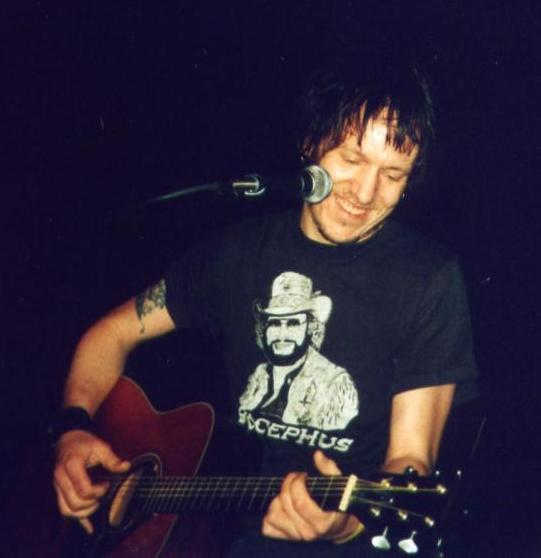
Elliott Smith est l'un des artistes indépendants qui émerge dans le paysage musical indé des années 1990.

Au début des années 1990, Nirvana ouvre malgré lui une brèche dans laquelle nombre de musiciens rock vont s'engouffrer. Des groupes comme les Cranberries, Red Hot Chili Peppers, Blur ou Radiohead, jugés alternatifs aux États-Unis, connaissent un succès commercial considérable, et les qualificatifs d'« indépendant » ou d'« alternatif » désignent peu à peu deux univers musicaux distincts, tandis que le rock alternatif se rapproche du rock mainstream.
L'adjectif « indépendant » prend alors une connotation plus restreinte, en s'appliquant avant tout à des groupes revendiquant leur indépendance, stylistique ou « statutaire ». Des scènes apparaissent dans les villes des États-Unis et d'Angleterre. On peut citer The Brian Jonestown Massacre, The Dandy Warhols, The Warlocks à Portland, Elliott Smith à Los Angeles, ou par exemple Pulp, PJ Harvey en Angleterre. Se sont aussi illustrés des groupes tels que Yo La Tengo, They Might Be Giants, Avantgarde, Ivy, Stereolab, Enon, Blonde Redhead ; on peut noter chez ces derniers des influences aussi variées que la musique contemporaine (Stockhausen, György Ligeti), le minimalisme (Steve Reich, Philip Glass), le folk (John Denver, John Fahey), la chanson française (Françoise Hardy, Serge Gainsbourg) ou l'easy-listening (Henry Mancini).
Plus tard enfin un nouveau courant rattaché au rock indé, qualifié de post-rock, fait son apparition. Les groupes issus de ce courant revendiquent généralement une forte parenté avec le milieu underground.

### Années 2000

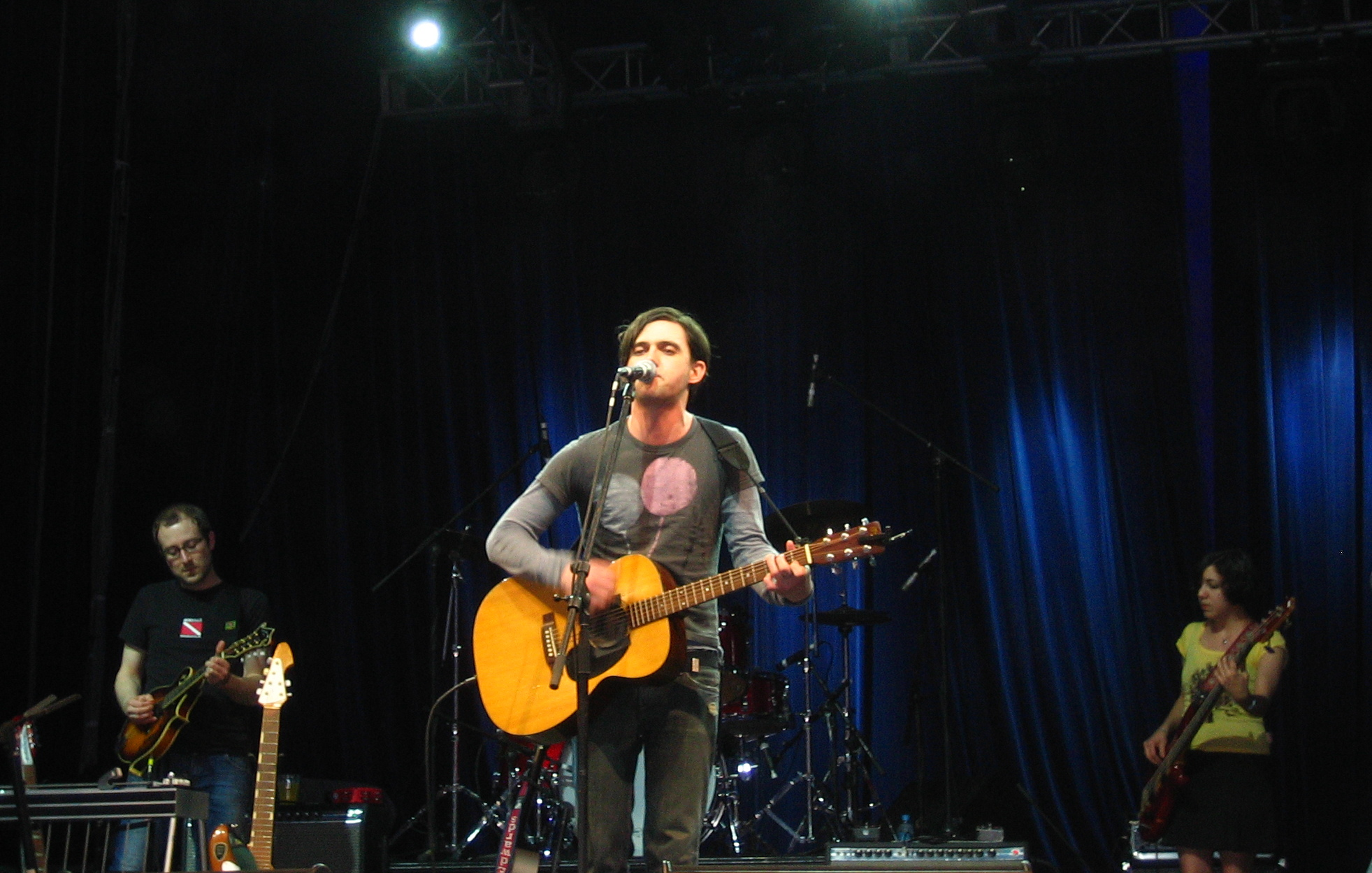
Bright Eyes, mené par Conor Oberst, est un groupe qui marque la scène indépendante américaine dans les années 2000.

Dans les années 2000, l'industrie changeante de la musique, le déclin des ventes, la croissance du matériel numérique, et la croissance de l'utilisation d'Internet pour la promotion musicale, permet à de nouveaux groupes de rock indé d'émerger. Des groupes de rock indé déjà existants qui ont pu se faire connaitre du grand public comme Modest Mouse (dont l'album Good News for People Who Love Bad News atteint le top 40 américain en 2004, et est nommé pour un Grammy), Bright Eyes (dont deux singles atteignent le Billboard Hot 100 Single Sales), et Death Cab for Cutie (dont l'album Plans débute à la quatrième place des classements américains pendant près d'un an, est certifié disque de platine, et nommé pour un Grammy). Cette nouvelle lancée commerciale et l'utilisation du terme indé dans d'autres formes de culture populaire, mènent la presse spécialisée  à en déduire que le terme a perdu tout son sens,.
Le début des années 2000 marque également la renaissance du garage rock, new wave ou post-punk,,,. La musique emo s'impose également à cette période, notamment avec des albums tels que Bleed American de  Jimmy Eat World, et The Places You Have Come to Fear the Most de Dashboard Confessional. La nouvelle musique emo possède une sonorité mieux affirmée par rapport aux années 1990, et un public principalement composé d'adolescents. À cette même période, l'utilisation du terme « emo » définit bien plus que le genre, et s'associe avec la mode, la coupe de cheveux et d'autres musiques exprimant des émotions. Le terme « emo » est souvent utilisé par la presse spécialisée pour définir des groupes comme Fall Out Boy, et My Chemical Romance, Paramore, et Panic! at the Disco, souvent contre leur gré.
La prolifération des groupes indé est définie sous l'expression « indie landfill » à la fin des années 2000, une description créditée par Andrew Harrison du magazine The Word.

## Label
- Stiff Records
- 2 Tone
- Rough Trade
- Kill Rock Stars
- Alternative Tentacles
- 4AD
- Hozier
- Fortune